# Pablo Sarabia
Pablo Sarabia Garcia (Madrid, 11 mei 1992) is een Spaans voetballer die doorgaans als offensieve middenvelder speelt. Hij verruilde Paris Saint-Germain in januari 2023 voor Wolverhampton Wanderers. Sarabia debuteerde in 2019 in het Spaans voetbalelftal.

## Clubcarrière

### Real Madrid
Sarabia speelde tot 2004 in de Escuela de Fútbol Madrid Oeste de Boadilla del Monte, waarop Real Madrid hem op twaalfjarige leeftijd opnam in de jeugdopleiding. Hij debuteerde op 3 januari 2010 voor Real Madrid Castilla in de Segunda División B, tegen AD Alcorcón. Twee weken later makte hij zijn eerste doelpunt voor Real Madrid Castilla, tegen Racing de Santander B. Op 8 december 2010 zat hij tijdens een Champions League-wedstrijd tegen AJ Auxerre op de bank bij het eerste elftal. Hij viel na 72 minuten in voor Cristiano Ronaldo. Real Madrid won die wedstrijd met 4-0. Sarabia verklaarde na zijn debuut dat het 'een avond was om nooit te vergeten'. In zijn tweede seizoen bij Castilla haalde coach Alberto Toril Sarabia van de vleugel en zette hij hem centraal als nummer 10. Hij scoorde zo twaalf keer voor Castilla. Enkel Joselu en Álvaro Morata (elk veertien stuks) deden beter.

### Getafe
Sarabia tekende op 3 juli 2011 een vijfjarig contract bij Getafe. Dat betaalde drie miljoen euro voor de middenvelder. In het contract werd een optie vastgelegd waarmee Real Madrid hem in juli 2013 kon terugkopen tegen een afgesproken bedrag. Dat gebeurde niet. Sarabia speelde vijf jaar voor Getafe, waarmee hij in de eerste vier steeds tussen plaats tien en vijftien van de Primera División eindigde. In het seizoen 2015/16 volgde een negentiende plaats en daarmee directe degradatie uit de Primera División.

### Sevilla
Sarabia tekende in juni 2016 een contract tot medio 2020 bij Sevilla, de nummer zeven van Spanje in het voorgaande seizoen. Hier moest hij zich in zijn eerste seizoen opnieuw bewijzen. Toen dat slaagde groeide hij ook bij Sevilla uit tot basisspeler. Doordat Sevilla in het seizoen voor zijn komst de Europa League had gewonnen, mocht Sarabia in 2016 voor het eerst in zes jaar ook weer in de Champions League spelen. Zijn ploeggenoten en hij bereikten de laatste zestien en in 2017/18 de kwartfinale. Sarabia maakte in 2018/19 twaalf doelpunten in de Primera División, een in de Copa del Rey en acht in de Europa League. Daarmee  scoorde hij voor het eerst meer dan tien keer in de competitie en voor het eerst meer dan twintig keer in totaal.

### Paris Saint-Germain
Sarabia verruilde Sevilla in juli 2019 voor 18 miljoen euro voor Paris Saint-Germain. Dat was in zes van de zeven voorgaande seizoenen kampioen van Frankrijk geworden. Hier lukte het hem niet om zich in te basis te spelen. Hij werd in 2019/20 wel topscorer in de Coupe de France. Daarnaast benutte hij dat jaar ook de beslissende penalty in de finale van de Coupe de la Ligue. Voor Paris Saint-Germain was zijn inbreng niet voldoende. De Franse club verhuurde hem daarom in augustus 2021 voor een jaar aan Sporting Portugal. Na zijn terugkomst zat hij in Parijs nog vaker op de bank dan voorheen.

### Wolverhampton Wanderers
Sarabia tekende in januari 2023 bij Wolverhampton Wanderers.

## Clubstatistieken
| Seizoen | Club                    | Competitie       | Competitie | Competitie | Beker | Beker | Internationaal | Internationaal | Totaal | Totaal |
| Seizoen | Club                    | Competitie       | Wed.       | Dlp.       | Wed.  | Dlp.  | Wed.           | Dlp.           | Wed.   | Dlp.   |
| ------- | ----------------------- | ---------------- | ---------- | ---------- | ----- | ----- | -------------- | -------------- | ------ | ------ |
| 2010/11 | Real Madrid             | Primera División | 0          | 0          | 0     | 0     | 1              | 0              | 1      | 0      |
| 2011/12 | Getafe                  | Primera División | 19         | 0          | 1     | 0     | –              | –              | 20     | 0      |
| 2012/13 | Getafe                  | Primera División | 13         | 0          | 3     | 1     | –              | –              | 16     | 1      |
| 2013/14 | Getafe                  | Primera División | 33         | 1          | 4     | 1     | –              | –              | 37     | 2      |
| 2014/15 | Getafe                  | Primera División | 35         | 2          | 5     | 2     | –              | –              | 40     | 4      |
| 2015/16 | Getafe                  | Primera División | 31         | 7          | 1     | 0     | –              | –              | 32     | 7      |
| 2016/17 | Sevilla                 | Primera División | 34         | 8          | 8     | 2     | 7              | 1              | 49     | 11     |
| 2017/18 | Sevilla                 | Primera División | 34         | 6          | 5     | 1     | 11             | 1              | 50     | 8      |
| 2018/19 | Sevilla                 | Primera División | 33         | 12         | 1     | 1     | 13             | 8              | 47     | 21     |
| 2019/20 | Paris Saint-Germain     | Ligue 1          | 21         | 4          | 9     | 8     | 9              | 2              | 39     | 14     |
| 2020/21 | Paris Saint-Germain     | Ligue 1          | 27         | 6          | 5     | 1     | 4              | 0              | 36     | 7      |
| 2021/22 | Paris Saint-Germain     | Ligue 1          | 2          | 1          | 0     | 0     | 0              | 0              | 2      | 1      |
| 2021/22 | → Sporting Portugal     | Primeira Liga    | 29         | 15         | 8     | 4     | 8              | 2              | 45     | 21     |
| 2022/23 | Paris Saint-Germain     | Ligue 1          | 14         | 0          | 1     | 0     | 3              | 0              | 18     | 0      |
| 2022/23 | Wolverhampton Wanderers | Premier League   | 13         | 1          | 0     | 0     | –              | –              | 13     | 1      |
| 2023/24 | Wolverhampton Wanderers | Premier League   | 0          | 0          | 0     | 0     | –              | –              | 0      | 0      |
| Totaal  | Totaal                  | Totaal           | 338        | 63         | 51    | 21    | 56             | 14             | 445    | 98     |

Bijgewerkt t/m 25 juli 2023

## Interlandcarrière
Sarabia was actief voor verschillende Spaanse nationale jeugdelftallen. Hij won met Spanje –19 het EK –19 in 2011 en met Spanje –21 het EK –21 van 2013. Sarabia debuteerde op 5 september 2019 in het Spaans voetbalelftal. Bondscoach Robert Moreno liet hem toen in de 76e minuut invallen in een met 1–2 gewonnen EK-kwalificatiewedstrijd in en tegen Roemenië. Zijn eerste interlanddoelpunt volgde op 15 november 2019. Hij maakte toen de 4–0 in een met 7–0 gewonnen EK-kwalificatiewedstrijd tegen Malta. Sarabia werd daarna ruim anderhalf jaar niet meer geselecteerd tot bondscoach Luis Enrique hem in juni 2021 terug bij de nationale ploeg haalde. Hij mocht twee weken later ook mee naar het EK 2020. Sarabia begon het toernooi met invalbeurten tegen Zweden en Polen en stond daarna tegen Slowakije, Kroatië en Zwitserland in de basis. Hij scoorde tegen zowel de Slowaken als de Kroaten. Luis Enrique nam Sarabia ook mee naar het WK 2022. Hierop viel hij alleen twee minuten in tijdens de achtste finale tegen Marokko.

## Erelijst
| Competitie            |                     |                     |                     |                     |                     |
| Competitie            | Aantal              | Jaren               |                     |                     |                     |
| Paris Saint-Germain   | Paris Saint-Germain | Paris Saint-Germain | Paris Saint-Germain | Paris Saint-Germain | Paris Saint-Germain |
| --------------------- | ------------------- | ------------------- | ------------------- | ------------------- | ------------------- |
| Kampioen Ligue 1      | 1x                  | 2019/20             |                     |                     |                     |
| Coupe de France       | 2x                  | 2019/20, 2020/21    |                     |                     |                     |
| Coupe de la Ligue     | 1x                  | 2019/20             |                     |                     |                     |
| Trophée des Champions | 3x                  | 2019, 2020, 2022    |                     |                     |                     |
| Sporting Portugal     |                     |                     |                     |                     |                     |
| Taça da Liga          | 1x                  | 2021/22             |                     |                     |                     |
| Spanje –19            |                     |                     |                     |                     |                     |
| Europees kampioen –19 | 1x                  | 2011                |                     |                     |                     |
| Spanje –21            |                     |                     |                     |                     |                     |
| Europees kampioen –21 | 1x                  | 2013                |                     |                     |                     |

1 Sá ·
2 Doherty ·
3 Aït-Nouri ·
4 Bueno ·
6 Traoré ·
6 André ·
8 J. Gomes ·
9 Strand Larsen ·
11 Hwang ·
12 Cunha ·
14 Mosquera ·
15 Dawson ·
18 Kalajdžić ·
19 R. Gomes ·
20 Doyle ·
21 Sarabia ·
22 Semedo ·
24 T. Gomes ·
25 Bentley ·
27 Bellegarde ·
29 Guedes ·
30 González ·
31 Johnstone ·
33 Meupiyou ·
34 Djiga ·
37 Lima ·
39 Cundle ·
40 King ·
Coach: Pereira
1 De Gea ·
2 Azpilicueta ·
3 D. Llorente ·
4 Torres ·
5 Busquets  ·
6 M. Llorente ·
7 Morata ·
8 Koke ·
9 Moreno ·
10 Thiago ·
11 Torres ·
12 García ·
13 Sánchez ·
14 Gayà ·
16 Rodri ·
17 Ruiz ·
18 Alba ·
19 Olmo ·
20 Traoré ·
21 Oyarzabal ·
22 Sarabia ·
23 Simón ·
24 Laporte ·
26 Pedri ·
Coach: Enrique
1 Sánchez ·
2 Azpilicueta ·
3 García ·
4 Torres ·
5 Busquets  ·
6 Llorente ·
7 Morata ·
8 Koke ·
9 Gavi ·
10 Asensio ·
11 Torres ·
12 Williams ·
13 Raya ·
14 Baldé ·
15 Guillamón ·
16 Rodri ·
17 Pino ·
18 Alba ·
19 Soler ·
20 Carvajal ·
21 Olmo ·
22 Sarabia ·
23 Simón ·
24 Laporte ·
25 Fati ·
26 Pedri ·
Coach: Enrique